# Орлов, Алексей Валерьевич
Алексе́й Вале́рьевич Орло́в (род. 20 марта 1967, Пенья, Тюменская область) —  российский политический и муниципальный деятель. Глава Екатеринбурга с 9 февраля 2021 года. Член регионального политического совета партии «Единая Россия».

## Биография
Родился 20 марта 1967 года в посёлке Пенья Тюменской области. В 1992 году окончил Омский сельскохозяйственный институт (специальность «экономика и организация сельскохозяйственного производства»), а затем Тюменскую высшую школу Министерства внутренних дел Российской Федерации (специальность «правоведение») с присвоением квалификации «юрист».

## Карьера

### Ранние годы
В 1993—2005 годах служил в органах МВД России. В 2005 году стал заместителем главы Тобольска. Затем заместитель главы администрации Тюмени: курировал вопросы экономики, финансов и налогов. Позже руководил Управлением Федеральной службы государственной регистрации, кадастра и картографии по Ленинградской области.

### Работа в правительстве Свердловской области
В июле 2012 года стал заместителем председателя правительства Свердловской области в новом на тот момент кабинете Дениса Паслера (будущего губернатора Оренбургской области). В этой должности курировал разработку стратегии социально-экономического развития региона, финансовую, бюджетную и налоговую политику, социальную сферу, реализацию приоритетных национальных проектов и демографической политики, баланс трудовых ресурсов. Орлов также занимался организацией «Иннопрома». В сентябре 2012 года стал одним из заместителей главы Совета по инвестициям в Свердловской области. 30 августа 2014 года назначен первым заместителем председателя правительства Свердловской области — министром инвестиций и развития.
В 2017—2020 годах был первым заместителем губернатора Свердловской области.

### Глава Екатеринбурга
21 декабря 2020 года перешёл в Администрацию Екатеринбурга, где занял пост первого заместителя главы Екатеринбурга. 22 декабря 2020 года стал исполняющим обязанности главы Екатеринбурга.
С 9 февраля 2021 года Орлов занимает должность главы Екатеринбурга.
В 2022 году Алексей Орлов назначил директором Екатеринбургского музея Игоря Пушкарева. Это назначение привело к конфликту между Орловым  и Евгением Пригожиным.

## Членство в политических партиях
Является первым заместителем Секретаря Свердловского регионального отделения партии «Единая Россия».

## Награды
- Медаль ордена «За заслуги перед Отечеством» II степени (5 мая 2022) — за достигнутые трудовые успехи и многолетнюю добросовестную работу[7]
- почётная грамота Президента Российской Федерации (4 сентября 2023) — за достигнутые трудовые успехи и многолетнюю добросовестную работу
- Благодарность Президента Российской Федерации (25 марта 2025) — за достигнутые трудовые успехи и многолетнюю добросовестную работу
- Знак отличия «За заслуги перед Свердловской областью» I степени (10 марта 2022) — за особые заслуги и выдающиеся достижения в сфере социально-экономического развития региона[8]